# Pronolagus rupestris
Il coniglio di roccia rosso (Pronolagus rupestris Smith, 1834), detto anche coniglio di roccia di Smith in onore del suo scopritore, è un mammifero lagomorfo della famiglia dei Leporidi.

## Distribuzione
Con numerose sottospecie (Pronolagus randensis curryi, Pronolagus randensis nyikae, Pronolagus randensis rupestris, Pronolagus randensis saundersiae, Pronolagus randensis vallicola) questa specie è diffusa in Namibia, Sudafrica, Zimbabwe orientale, Zambia e Kenya, sul versante orientale della Rift Valley: un areale così esteso non deve tuttavia trarre in inganno, in quanto la specie abita solamente le aree rocciose con copertura cespugliosa consistente, pertanto il suo areale reale è assai frammentato.

## Descrizione

### Dimensioni
Misura fra i 39 ed i 55 cm di lunghezza, per un peso medio che si aggira attorno ai 2 kg.

### Aspetto
Il pelo è bruno e molto fitto sul dorso e sui fianchi, mentre l'area ventrale ha consistenza lanosa ed è di colore bianco: la faccia e le orecchie sono grigie, mentre le zampe posteriori, i fianchi e la coda sono di color ruggine (da cui il nome comune della specie).

## Comportamento
Si tratta di animali dalle abitudini notturne, molto cauti e sospettosi: durante il giorno cercano rifugio nel folto della vegetazione od in cavità fra le rocce o nei tronchi d'albero. Qualora avvistati, corrono a nascondersi ed aspettano molto tempo prima di uscire nuovamente allo scoperto, sempre mantenendo la massima allerta.

Qualora inseguiti, tendono a fare rapide corse che li portano al più vicino rifugio sicuro, talvolta emettendo forti fischi che hanno la funzione di avvertire altri esemplari nella zona del pericolo, o di spaventare l'aggressore.

Hanno abitudini perlopiù solitarie, anche se in alcune occasioni ne sono stati visti piccoli gruppi: più frequente è la loro associazione con le procavie, con le quali condividono il cibo e la tana in cambio dei loro sensi più fini, che garantiscono una maggiore possibilità di intercettare eventuali pericoli e porsi in salvo per tempo.

### Alimentazione
Questi animali hanno dieta  erbivora, nutrendosi di germogli ed erbe: sono soliti nutrirsi, qualora possibile, nelle aree in cui il fuoco ha raso al suolo la vegetazione e si apprestano a crescere nuove piante.

### Riproduzione
La gestazione dura circa un mese: in prossimità del parto, la femmina fodera la propria tana con erba secca e pelo soffice, così da renderla più confortevole per i cuccioli (uno o due) che vi nasceranno.

I piccoli alla nascita sono ciechi, sordi e ricoperti da una rada peluria: dipendono perciò completamente dalle cure materne almeno per due settimane, quando sono in grado di perlustrare con molta cautela i dintorni del nido.